# Franc Beravs
Franc Beravs, slovenski tekstilni tehnolog, * 22. oktober 1939, Loka pri Mengšu.

## Življenje in delo
Rodil se je 22. oktobra 1939 očetu Mihi (1901-1986) in materi Mariji (1908-2007). Njegov bratranec je bil kemik Janez Beravs.
Diplomiral je 1963 in doktoriral 1976 na oddelku za tekstilno tehnologijo Fakultete za naravoslovje in tehnologijo v Ljubljani in bil tu od leta 1961 do 1998 tudi zaposlen, od 1987 kot izredni profesor. Strokovno se je izpopolnjeval v Stuttgartu. V raziskovalnem delu se je posvetil preučevanju plemenitenja tekstilij (beljenje bombaža, barvarske lastnosti vlaken) in bil vodilni strokovnjak za tekstilni tisk v Sloveniji. Sam in s sodelavci je objavil več znanstvenih in strokovnih člankov ter učbenik Tekstilni procesi: tiskanje in apretiranje tekstilij. (COBISS)